# Luís Rodríguez Santos
Luis Rodríguez Santos (Orense; 1885 - siglo XX) fue un periodista y escritor español. 

## Trayectoria
Hermano de Abdón Rodríguez Santos. Emigró a Cuba y fue redactor de Diario Español. También colaboró en Vida Catalana. Estrenó en La Habana las piezas teatrales El maldito deber y Un beso. También colaboró en la revista Brisas. En 1936 retornó a Galicia. En el franquismo trabajó en el periódico Domingo de Madrid.

## Obras
- Las ilusiones del amor, 1908.
- Las los primas, 1911.
- Rosas fugitivas. Poesías, 1917.

## Vida personal
Se asó con Marina (o Mariana) Calvo González, nacida en La Habana (Cuba) en 1887.